# バック・オン・マイ・フィート
『バック・オン・マイ・フィート』（原題：Back On My Feet）は、1987年にポール・マッカートニーが発表した楽曲。シングルワンス・アポン・ア・ロング・アゴーのB面に収録。エルヴィス・コステロとの共作。

## 概要
エルヴィス・コステロとの共作曲で最初にリリースされた楽曲。ポールによって大部分が完成されていた楽曲に、コステロが少し手を加えるという形で作曲された。
お蔵入りになったアルバム、通称「ザ・ロスト・ペパーランド・アルバム」の収録予定であった曲でもあり、アルバムセッションで最初に録音された。なお、この録音にコステロは参加していない。
1993年のリマスター盤『フラワーズ・イン・ザ・ダート』に、ボーナストラックとして収録された。

## 歌詞
ポールお得意の物語風の歌詞を持つ曲だが、「堕落した男」というポールには珍しくネガティブで、現代社会を投影したようなテーマを持つ。これは共作者のコステロの影響を受けていると考えられる。また、最後の一節で、この歌詞で展開された物語が「映画」であった事が明かされる。